# 唯物主義和經驗批判主義

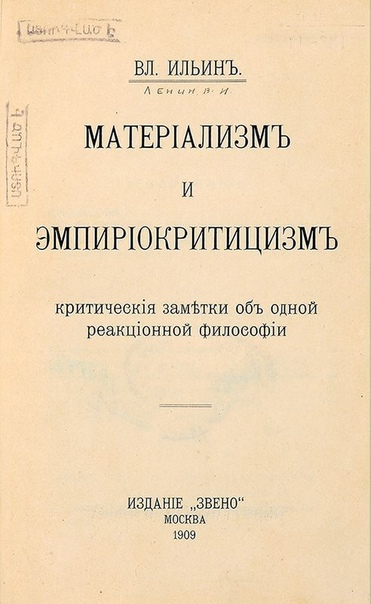
列宁的《唯物主义和经验批判主义》第一版封面，1909年出版于莫斯科，题笔名“Vl. Ilyin”。

《唯物主义和经验批判主义》（羅馬化：Materializm i empiriokrititsizm）是弗拉基米尔·列宁于1909年出版的哲学著作。该书是辩证唯物主义的一个重要作品，在苏联高等教育机构中作为必修课程的一部分，被称为“马克思列宁主义哲学”。列寧認為，人類的感知能夠正確地反映客觀的外部世界。
列寧闡述了唯物主義和唯心主義之間的根本哲學矛盾如下：“唯物主義是承認‘客觀存在的物體’或存在於思想之外的物體；觀念和感覺是這些物體的副本或影像。相反的學說（唯心主義）則說：這些物體在思想之外不存在；它們是感覺的聯繫。”

## 背景
這本書的全名是《唯物主義和經驗批判主義：對一個反動哲學的批評意見》，是列寧在1908年2月至10月被流放到日內瓦和倫敦期間寫成的，並於1909年5月由Zveno Publishers在莫斯科出版。原始的手稿和準備材料已經失落。
這本書的大部分是列寧在日內瓦寫的，只有一個月是列寧在倫敦寫的，他在那裡訪問了大英博物館的圖書館，以獲取現代哲學和自然科學材料。這本書的参考文献超過200個。
1908年12月，列寧從日內瓦移居到巴黎，直到1909年4月才開始糾正校對。一些段落被編輯以避免沙皇審查。在沙皇俄羅斯，這本書出版十分困難。列寧堅持迅速分發這本書，並強調其出版涉及“不僅文學，而且嚴肅的政治義務”。
這本書是對他在布爾什維克黨內的政治對手亞歷山大·博格丹諾夫的三卷著作《經驗主義-唯物論》（1904年至1906年）的反應和批評。1909年6月，在巴黎的一次布爾什維克黨的小型會議上，博格丹諾夫被擊敗並被驅逐出中央委員會，但他仍在黨的左翼中擁有重要地位。他參與了俄國革命，被任命为社会主义社会科学院的主任。
1920年，《唯物主义和经验批判主义》在俄语中重新出版，并由弗拉基米尔·涅夫斯基撰写了攻击博格丹诺夫的导言。随后，它出现在20多种语言中，并在马克思列宁主义哲学中获得了规范地位。

## 章节概要
第一章：经验批判主义和辩证唯物主义的认识论（上）
列宁讨论了恩斯特·马赫和阿芬那留斯的“唯我論”。
第二章：经验批判主义和辩证唯物主义的认识论（下）
列宁、彻尔诺夫和巴扎罗夫对路德维希·费尔巴哈、约瑟夫·狄慈根和弗里德里希·恩格斯的观点进行了批判，并评论了认识论中的实践标准。
第三章：经验批判主义和辩证唯物主义的认识论（续）
列宁试图定义“物质”和“经验”，并探讨了自然界中因果关系和必然性的问题，以及“自由和必然性”和“思维经济原则”。
第四章：哲学唯心主义者作为经验批判主义的合作者和继承者
列宁处理了左右康德批判，探讨了内在主义哲学、博格丹诺夫的经验唯物主义，以及赫尔曼·冯·赫尔姆霍兹对“符号论”的批判。
第五章：科学和哲学唯心主义的最新革命
列宁讨论了“物理学危机”“物质已经消失”的论点。在这个背景下，他谈到了“物理唯心主义”，并指出（在第260页上）：“哲学唯物主义必须承认唯一的物质属性是客观实在性，即在我们意识之外的客观存在。”
第六章：经验批判主义与历史唯物主义
列宁讨论了博格丹诺夫、苏沃洛夫、恩斯特·海克尔和恩斯特·马赫等作者。
在第四章的附录中，列宁回答了这个问题：“车尔尼雪夫斯基从哪个方面批判康德主义？”